# Parcevals saga

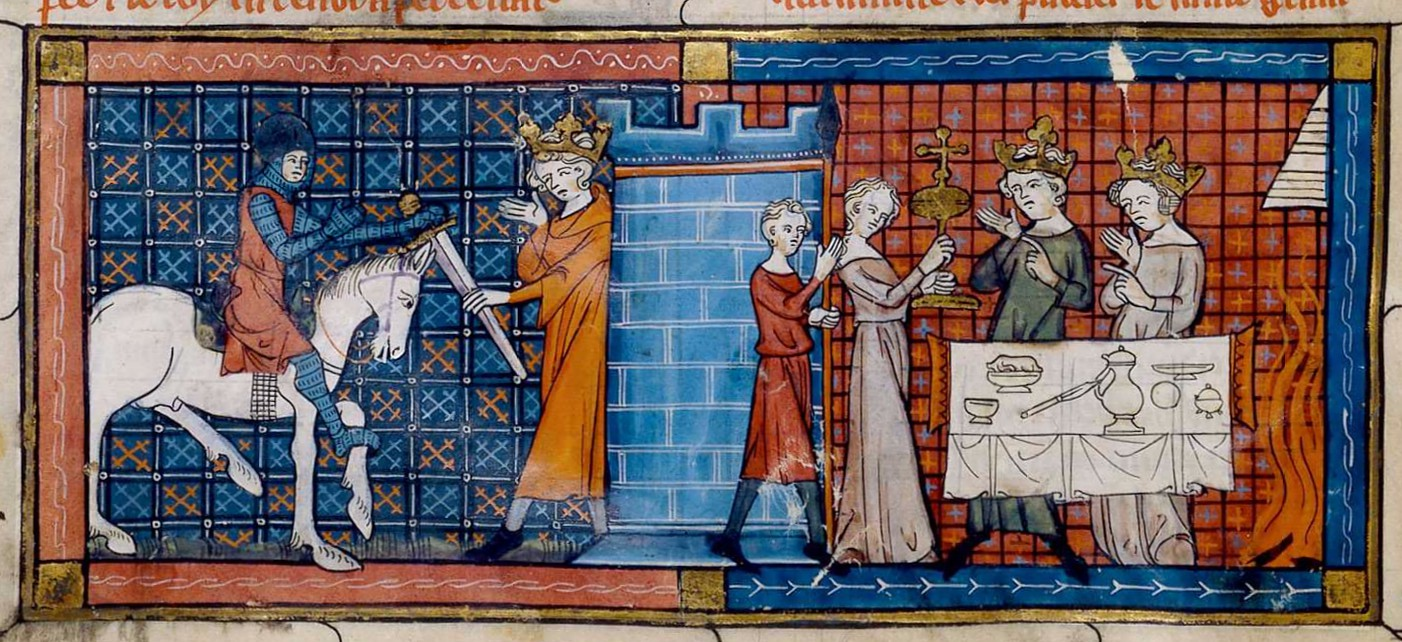
Una miniatura medieval sobre Perceval.

Parcevals saga, también llamada Perceval eða Sagan um gralinn (La saga de Perceval o la historia del Santo Grial), es una de las sagas caballerescas relacionadas con el ciclo artúrico. Es una traducción-adaptación al nórdico antiguo en prosa cuya autoría se ha atribuido al Hermano Roberto, y mucho más corta de la obra poética homónima e inacabada de Chrétien de Troyes, que el autor compuso en francés entre 1180 y 1191. El temario del rey Arturo y el Santo Grial era muy popular en la Edad Media. Pese a que es una obra inacabada, se considera uno de los mejores libros de caballerías. Los primeros manuscritos se han fechado hacia principios del siglo XIII.
El texto nórdico ensalza más la moralidad del personaje que su figura como caballero. La saga semeja más una guía educativa a la madurez y en comportamientos éticos. Aunque Perceval no sale mal parado, el personaje parece limitado en comparación con el original.

## Trama
La primera parte cuenta la historia de Perceval, un joven que deja a su madre para convertirse en un caballero. La búsqueda del Santo Grial, su encuentro con el Rey Pescador y como la experiencia se convierte en un punto de inflexión en su vida. La segunda parte está enfocada hacia el caballero Gawain, y los problemas causados a menudo por sus interacciones con las mujeres. Esta segunda parte también se denomina Valvers þáttr.